# اپلسید اکس ماکینا
اپلسید اکس ماکینا که همچنین در نسخهٔ اصلی تحت عنوان ای.اکس. ماکینا (エクスマキナ Ekusu Makina) شناخته می‌شود، یک فیلم علمی تخیلی پویانمایی سی‌جی‌آی ژاپنی محصول سال ۲۰۰۷ و دنباله‌ای بر فیلم اپلسید محصول ۲۰۰۴ است که به‌طور مشترک توسط شینجی آراماکی کارگردانی شده و به‌وسیلهٔ تهیه‌کننده و کارگردان هنگ‌کنگی جان وو تولید شده است. اپلسید اکس ماکینا در ۲۰ اکتبر ۲۰۰۷ در ژاپن، و ۱۱ مارس ۲۰۰۸ در ایالات متحده، به عنوان یک فیلم ویدئویی دنباله مستقیم منتشر شد.

## داستان
دو سال پس از حادثه در شهر خیالی اُلَمپوس، دیونان نوت و بوریارئوس هکاتونکایر از واحد مبارزه با تروریسم ای-سوات گروهی از مقامات اتحادیه اروپا را از دست سایبورگ‌ها نجات دادند. سپس هر دوی آن‌ها به المپوس باز می‌گردند، جایی که بوریارئوس تا زمان بهبودی در بیمارستان بستری می‌شود. دیونان به کارش در ای-سوات ادامه می‌دهد و با همکار جدیدش، ترئوس، که به طرز شگفت‌آوری به شکل انسانی بوریارئوس شباهت دارد، ملاقات می‌کند.

## صداپیشگان
| نقش                  | صداپیشه ژاپنی  | دوبلور نسخهٔ انگلیسی |
| -------------------- | -------------- | ------------------- |
| دیونان نوت           | آیی کوبایاشی   | لوسی کریستیان       |
| بوریارئوس هکاتونکایر | کوئیچی یامادرا | دیوید ماترانگا      |
| ترئوس                | یوجی کیشی      | ایلیچ گواردیولا     |
| آتنا                 | گارا تاکاشیما  | آلیسون ال. سامرال   |
| نایکی                | ری ایگاراشی    | شلی کلین-بلک        |
| هیتومی               | میوکی ساواشیرو | هیلاری هاگ          |
| فرمانده لنس          | شینپاچی تسوجی  | کریس هاچیسون        |
| مانوئل آیاکوس        | کنگ کواتا      | مایک مک‌رِی           |
| دکتر ریهاروتو کستنر  | تاکایا هاشی    | جان گرمییون         |
| یوشینو               | ریکا فوکامی    | ملیسا دیویس         |
| آرگس                 | تاکایا کورودا  | کوئنتین هاگ         |
| دکتر زاندر           | نائوکو کودا    | آلیس فولکز          |
| یوشیتسونه            | یاسویوکی کاسه  | کریس پتون           |